# Zandsch
Die Zandsch (auch oft Zenj geschrieben, arabisch زنج Zanj, DMG Zanǧ) waren die schwarzen Sklaven, die im 9. Jahrhundert im Süden des heutigen Irak in den Salzsümpfen arbeiteten. Der Name ist abgeleitet von einer geographischen Bezeichnung: Als Zandsch – „Land der Schwarzen“ – bezeichneten arabische Seefahrer bis ins 19. Jahrhundert die Küstenregion Ostafrikas. Zandschi bedeutet im Arabischen aber auch schlicht „Neger“, mit ähnlichen Konnotationen wie das deutsche Wort. Möglicherweise steht der Begriff in einer Beziehung zum Wort „Azania“, der bereits bei Ptolemäus und in der Reisebeschreibung Periplus Maris Erythraei erwähnt wird.
Im 9. Jahrhundert wurden die Salzsümpfe im unteren Zweistromland planmäßig erschlossen und mit Sklaven aus Ostafrika eine Plantagenwirtschaft aufgebaut, die dem Anbau von Luxusfrüchten für den Fernhandel dienten und einen wichtigen Teil der Einnahmen der islamischen Metropolen ausmachten: Zuckerrohr, Gewürznelke, Baumwolle, Datteln. Der gewonnene Zucker war zum Beispiel wichtiges Handelsgut mit dem christlichen Europa, das über Jahrhunderte keinen anderen Zucker als den aus den islamischen Ländern kannte.
Die Arbeit der Erschließung und die Plantagenbewirtschaftung war Angelegenheit der Zandsch, so dass festgestellt werden kann, dass die über den atlantischen Sklavenhandel bewerkstelligte Wirtschaft in den Überseekolonien der Europäer einen ähnlich strukturierten Vorläufer hatte.
Unter der Leitung von Ali ibn Muhammad, einem Araber, der sich als Verwandter Mohammeds ausgab, Dichter und Lehrer war und der sich selbst zum Mahdi („Messias“) ausgerufen hatte, kam es 869 zum Aufstand der Zandsch, dem zweihundert Jahre vorher schnell niedergeschlagene Revolten in den Jahren 689, 690 und 694 vorausgegangen waren. 871 wurde Basra von den aufständischen schwarzen Sklaven eingenommen, und es entstand ein unabhängiger Staat der Zandsch mit einer in der Nähe von Basra neu angelegten Hauptstadt al-Muchtara. Muhammad erklärte sich selbst zum Aliden, einem Nachkommen Alis, und suchte das Bündnis mit Hamdan Qarmat, dem Begründer der sektiererischen Qarmaten. Am 11. August 883 wurde Ali ibn Muhammad von einem Pfeil tödlich getroffen, und die Zandsch gaben den Kampf auf. Sie wurden, wenn nicht hingerichtet, wegen Tapferkeit in die gegnerische Armee aufgenommen, dabei jedoch wieder versklavt. Ein Ziel war auf jeden Fall erreicht: Die Trockenlegung und Entsalzung der Sümpfe wurden eingestellt und der Zuckerrohranbau eingeschränkt. Andere Zandsch machten jedoch schon zwei Jahre später 885 mit einem Aufstand in al-Wasit am Tigris von sich reden. Da sie ohne muslimische Führer sich selbst überlassen blieben, wurden sie schnell aufgerieben und entsprechend grausam bestraft.
Alle Aufstände hatten auf den Sklavenhandel mit Afrika keine Auswirkungen, und die Schwarzen blieben, wenn auch nicht mehr als „Zandsch“, so unter anderen Bezeichnungen bis ins 20. Jahrhundert ein wichtiges Einfuhrgut in islamische Länder. Englische Schätzungen gehen zum Beispiel davon aus, dass zwischen 1830 und 1873 allein in Sansibar 600 000 Gefangene verkauft und verschifft wurden. Zwischen dem 7. und dem Beginn des 20. Jahrhunderts sollen nach dem amerikanischen Historiker Ralph A. Austen (1979) in etwa 17 Millionen Afrikaner auf den verschiedenen Wegen durch die Sahara, über das Rote Meer und entlang des Indischen Ozeans in islamische Länder deportiert worden sein.